# Tye McGinn
Tye McGinn, född 29 juli 1990, är en kanadensisk professionell ishockeyspelare som spelar för Manitoba Moose i AHL.
Han har tidigare spelat på NHL-nivå för Tampa Bay Lightning, Arizona Coyotes, San Jose Sharks och Philadelphia Flyers och på lägre nivåer för Tucson Roadrunners, Syracuse Crunch och Adirondack Phantoms i AHL, Ottawa 67's i OHL och Olympiques de Gatineau i LHJMQ.
McGinn draftades i fjärde rundan i 2010 års draft av Philadelphia Flyers som 119:e spelare totalt.
Den 14 november 2017 blev han tradad av Lightning, tillsammans med Michael Leighton, till Arizona Coyotes i utbyte mot Louis Domingue.
Han skrev på ett ettårskontrakt med AHL-klubben Manitoba Moose den 11 september 2018.

## Privatliv
Tye McGinn är bror till ishockeyspelarna Brock McGinn (Carolina Hurricanes) och Jamie McGinn (Florida Panthers).

## Statistik
| 2005–2006    | Guelph Jr. Storm Minor Midget AAA | SCTAMM       | 53  | 28 | 43 | 71  | 24  | —  | —  | —  | —  | —  |
| 2006–2007    | Waterloo Wolves Midget AAA        | AHMPL        | 62  | 41 | 55 | 96  | 42  | —  | —  | —  | —  | —  |
| 2007–2008    | Ottawa 67's                       | OHL          | 59  | 3  | 8  | 11  | 25  | 4  | 0  | 0  | 0  | 2  |
| 2008–2009    | Listowel Cyclones                 | GOJHL        | 14  | 10 | 18 | 28  | 10  | —  | —  | —  | —  | —  |
|              | Olympqiues de Gatineau            | LHJMQ        | 48  | 8  | 22 | 30  | 25  | 10 | 7  | 6  | 13 | 19 |
| 2009–2010    | Olympqiues de Gatineau            | LHJMQ        | 50  | 27 | 35 | 62  | 50  | 10 | 2  | 5  | 7  | 12 |
| 2010–2011    | Olympqiues de Gatineau            | LHJMQ        | 42  | 31 | 33 | 64  | 39  | 14 | 5  | 8  | 13 | 17 |
| 2011–2012    | Adirondack Phantoms               | AHL          | 63  | 12 | 6  | 18  | 45  | —  | —  | —  | —  | —  |
| 2012–2013    | Philadelphia Flyers               | NHL          | 18  | 3  | 2  | 5   | 19  | —  | —  | —  | —  | —  |
|              | Adirondack Phantoms               | AHL          | 46  | 14 | 12 | 26  | 54  | —  | —  | —  | —  | —  |
| 2013–2014    | Philadelphia Flyers               | NHL          | 18  | 4  | 1  | 5   | 4   | —  | —  | —  | —  | —  |
|              | Adirondack Phantoms               | AHL          | 54  | 20 | 15 | 35  | 62  | —  | —  | —  | —  | —  |
| 2014–2015    | San Jose Sharks                   | NHL          | 33  | 1  | 4  | 5   | 11  | —  | —  | —  | —  | —  |
| 2014–2015    | Arizona Coyotes                   | NHL          | 18  | 1  | 1  | 2   | 10  | —  | —  | —  | —  | —  |
| 2015–2016    | Tampa Bay Lightning               | NHL          | 2   | 0  | 0  | 0   | 0   | —  | —  | —  | —  | —  |
|              | Syracuse Crunch                   | AHL          | 72  | 20 | 24 | 44  | 53  | —  | —  | —  | —  | —  |
| 2016–2017    | Syracuse Crunch                   | AHL          | 21  | 10 | 9  | 19  | 16  | 22 | 5  | 11 | 16 | 12 |
| 2017–2018    | Syracuse Crunch                   | AHL          | 11  | 2  | 3  | 5   | 29  | —  | —  | —  | —  | —  |
|              | Tucson Roadrunners                | AHL          | 44  | 8  | 10 | 18  | 43  | 6  | 0  | 0  | 0  | 4  |
| 2018–2019    | Manitoba Moose                    | AHL          | —   | —  | —  | —   | —   | —  | —  | —  | —  | —  |
| NHL totalt   | NHL totalt                        | NHL totalt   | 89  | 9  | 8  | 17  | 44  | —  | —  | —  | —  | —  |
| AHL totalt   | AHL totalt                        | AHL totalt   | 311 | 86 | 79 | 165 | 302 | 28 | 5  | 11 | 16 | 16 |
| OHL totalt   | OHL totalt                        | OHL totalt   | 59  | 3  | 8  | 11  | 25  | 4  | 0  | 0  | 0  | 2  |
| LHJMQ totalt | LHJMQ totalt                      | LHJMQ totalt | 140 | 66 | 90 | 156 | 114 | 34 | 14 | 19 | 33 | 48 |